# Чемпионат мира по фехтованию 2003
Чемпионат мира по фехтованию в 2003 году проходил с 5 по 11 октября в Гаване (Куба).

## Общий медальный зачёт
| Место | Страна      | Золото | Серебро | Бронза | Всего |
| ----- | ----------- | ------ | ------- | ------ | ----- |
| 1     | Италия      | 3      | 1       | 4      | 8     |
| 2     | Россия      | 3      | 1       | 0      | 4     |
| 3     | Украина     | 2      | 1       | 1      | 4     |
| 4     | Германия    | 1      | 2       | 1      | 4     |
| 5     | Румыния     | 1      | 1       | 2      | 4     |
| 5     | Франция     | 1      | 1       | 2      | 4     |
| 7     | Польша      | 1      | 1       | 1      | 3     |
| 8     | Китай       | 0      | 3       | 1      | 4     |
| 9     | Венгрия     | 0      | 1       | 3      | 4     |
| 10    | Азербайджан | 0      | 0       | 1      | 1     |
| 10    | Беларусь    | 0      | 0       | 1      | 1     |
| 10    | Швеция      | 0      | 0       | 1      | 1     |
| Всего | Всего       | 12     | 12      | 18     | 42    |

## Медалисты

### Мужчины
| Дисциплина                  | Золото                                                                              | Серебро                                                                   | Бронза                                                                            |
| --------------------------- | ----------------------------------------------------------------------------------- | ------------------------------------------------------------------------- | --------------------------------------------------------------------------------- |
| Шпага Личное первенство     | Фабрис Жанне                                                                        | Максим Хворост                                                            | Ульриш Робери                                                                     |
| Шпага Личное первенство     | Фабрис Жанне                                                                        | Максим Хворост                                                            | Виталий Захаров                                                                   |
| Шпага Командное первенство  | Россия · Павел Колобков · Сергей Кочетков · Алексей Селин · Игорь Турчин            | Германия · Йёрг Фидлер · Норман Аккерман · Кристоф Кнайп · Вольфганг Райх | Швеция · Фредрик Нильссон · Роберт Дингль · Петер Ванки · Магнус Мальмгрен        |
| Рапира Личное первенство    | Петер Йоппих                                                                        | Симоне Ванни                                                              | Андреа Кассара                                                                    |
| Рапира Личное первенство    | Петер Йоппих                                                                        | Симоне Ванни                                                              | Брис Гияр                                                                         |
| Рапира Командное первенство | Италия · Андреа Кассара · Сальваторе Санцо · Симоне Ванни · Марко Рамаччи           | Китай · Ван Хайбинь · У Ханьсюн · Е Чун · Чжоу Жуй                        | Германия · Ральф Бисдорф · Петер Йоппих · Доминик Бер · Андре Весельс             |
| Сабля Личное первенство     | Владимир Лукашенко                                                                  | Михай Ковалю                                                              | Домонкош Ферьянчик                                                                |
| Сабля Личное первенство     | Владимир Лукашенко                                                                  | Михай Ковалю                                                              | Альдо Монтано                                                                     |
| Сабля Командное первенство  | Россия · Станислав Поздняков · Алексей Якименко · Сергей Шариков · Алексей Дьяченко | Венгрия · Домонкош Ферьянчик · Кенде Фодор · Балаш Лендьель · Жолт Немчик | Украина · Дмитрий Бойко · Владимир Лукашенко · Олег Штурбабин · Владислав Третьяк |

### Женщины
| Дисциплина                  | Золото                                                                              | Серебро                                                                          | Бронза                                                                       |
| --------------------------- | ----------------------------------------------------------------------------------- | -------------------------------------------------------------------------------- | ---------------------------------------------------------------------------- |
| Шпага Личное первенство     | Наталья Конрад                                                                      | Морин Низима                                                                     | Кристиана Кашоли                                                             |
| Шпага Личное первенство     | Наталья Конрад                                                                      | Морин Низима                                                                     | Ли На                                                                        |
| Шпага Командное первенство  | Россия · Карина Азнавурян · Оксана Ермакова · Татьяна Логунова · Анна Сивкова       | Германия · Клаудия Бокель · Имке Дуплитцер · Бритта Хайдеман · Марияна Маркович  | Венгрия · Хайналька Тот · Адриенн Хормай · Ильдико Минца · Тимеа Надь        |
| Рапира Личное первенство    | Валентина Веццали                                                                   | Сильвия Грухала                                                                  | Аида Мохамед                                                                 |
| Рапира Личное первенство    | Валентина Веццали                                                                   | Сильвия Грухала                                                                  | Роксана Скарлат                                                              |
| Рапира Командное первенство | Польша · Сильвия Грухала · Малгожата Войтковяк · Анна Рыбицка · Магдалена Мрочкевич | Россия · Екатерина Юшева · Светлана Бойко · Евгения Ламонова · Виктория Никишина | Румыния · Лаура Бадя · Роксана Скарлат · Кристина Шталь · Река Сабо          |
| Сабля Личное первенство     | Дорина Михай                                                                        | Тань Сюэ                                                                         | Джойа Марцокка                                                               |
| Сабля Личное первенство     | Дорина Михай                                                                        | Тань Сюэ                                                                         | Александра Соха                                                              |
| Сабля Командное первенство  | Италия · Илария Бьянко · Джойа Марцокка · Росанна Пагано · Алессандра Луккино       | Китай · Бао Инъин · Хуан Хайян · Чжан Ин · Тань Сюэ                              | Азербайджан · Елена Амирова · Елена Жемаева · Анжела Волкова · Жанна Сюкаева |